# 穆卢德·哈姆鲁什
穆卢德·哈姆鲁什（生於1943年1月3日）曾經擔任阿爾及利亞總理，於1989年9月5日至1991年6月5日就任。他出生在阿爾及利亞君士坦丁。他是民族解放陣線領導成員，然而擔任阿爾及利亞總理期間他開始與其他政黨有所交流，但也遭到批評說過於親近軍隊勢力。他在1999年阿爾及利亞總統選舉失敗後，他宣布退出民族解放陣線。

## 外部連結
- （法文） Hamrouche Comity